# マイ・ディレクション
「マイ・ディレクション」(Move in My Direction)は、バナナラマの楽曲。

## 概要
9枚目のスタジオ・アルバム『ドラマ』から1枚目のシングルとしてリリースされた。
全英シングルチャートでは14位を記録するスマッシュ・ヒットとなり、1990年の「プリーチャー・マン」以来15年ぶりに同チャートのトップ20にチャートインした。
ミュージック・ビデオはラスベガスで撮影が行われた。

## 収録曲
UK盤 CDシングル
1. Move in My Direction (Radio Edit) - 3:23
2. Move in My Direction (Bobby Blanco And Miki Moto Moto Vocal Mix) - 8:09
3. Move in My Direction (The Lovefreekz Vocal Mix) - 7:24
4. Move in My Direction (Redanka's Fascination Remix) - 8:01
5. Move in My Direction (Video)

## チャート
| チャート (2005–2006年)                   | 最高位 |
| ---------------------------------------- | ------ |
| オーストラリア (ARIA)                    | 41     |
| ベルギー (Ultratop 50 Flanders)          | 25     |
| ベルギー (Ultratip Wallonia)             | 10     |
| ドイツ (GfK Entertainment charts)        | 93     |
| アイルランド (IRMA)                      | 34     |
| オランダ (Single Top 100)                | 67     |
| スコットランド (Official Charts Company) | 18     |
| UK シングルス (OCC)                      | 14     |
| US Dance Club Songs (Billboard)          | 14     |